# Xopanaco
Xopanaco är en ort i Mexiko.   Den ligger i kommunen Zautla och delstaten Puebla, i den sydöstra delen av landet, 160 km öster om huvudstaden Mexico City. Xopanaco ligger 2 060 meter över havet och antalet invånare är 239.
Terrängen runt Xopanaco är huvudsakligen kuperad, men västerut är den bergig. Xopanaco ligger nere i en dal. Runt Xopanaco är det ganska tätbefolkat, med 65 invånare per kvadratkilometer. Närmaste större samhälle är Zaragoza, 11,6 km nordost om Xopanaco. I omgivningarna runt Xopanaco växer huvudsakligen savannskog.